# Ruruj
Ruruj (ros. Руруй, jap. ルルイ岳) – czynny wulkan w azjatyckiej części Rosji na wyspie Kunaszyr, jednej z wysp archipelagu Kuryli. Leży w północnej części wyspy, u północnego zakończenia Grzbietu Dokuczajewa.
Budowa
- złożony stratowulkan;
- lawy andezytowe i bazaltowe;
- obecnie jest rejestrowana aktywność termalna i gazowa (fumarole) na stokach północno-zachodnich.

Wulkan znajduje się na terenie Rezerwatu Kurylskiego.

## Literatura
- P. M. (Paweł Madeyski): Kunaszyr, w: „Poznaj Świat” nr 4 (161), Rok XIV, kwiecień 1966, s. 43;